# المجلس الدستوري للجمهورية (تونس)
المجلس الدستوري للجمهورية، هي هيئة دستورية مكلفة حسب الفصل 72 من دستور تونس 1959 بالنظر «في مشاريع القوانين التي يعرضها عليه رئيس الجمهورية من حيث مطابقتها للدستور أو ملاءمتها له». أحدث المجلس الدستوري في 16 ديسمبر 1987 بعيد وصول زين العابدين بن علي إلى الحكم وكلف عبد العزيز بن ضياء برئاسته. شهد المجلس منذ إنشاءه عدة تعديلات وتغييرات على النصوص التي تحدد دوره كان آخرها القانون الأساسي عدد 52 لسنة 2004 المؤرخ في 12 جويلية 2004. كان آخر من ترأس المجلس فتحي عبد الناظر من 20 نوفمبر 1999 حتى 23 مارس 2011، وهو مستشار سابق للرئيس بن علي وعضو سابق للجنة المركزية للتجمع الدستوري الديمقراطي المنحل.
بعد الثورة، جرى إلغاء دستور 1959 في 23 مارس 2011 وحل المجلس الدستوري ليتم استبداله بالمحكمة الدستورية في دستور 2014 ثم 2022.

## تركيبته
يتألف المجلس من 9 أعضاء (رئيس و8 أعضاء) كلهم يتم تعيينهم من طرف رئيس الجمهورية التونسية.

### رئاسة المجلس
يباشر رئيس المجلس مهامه كامل الوقت، ولرئيس المجلس دعوة أعضاء المجلس للانعقاد وإعداد جدول الأعمال، ويعين المقرر (المكلف بكتابة التقارير)، ويدير النقاش ويختمه، يسهر على التصويت ويعلن نتائجه، وهو الآمر بالصرف بميزانيته، وبمشاركة 3 أعضاء يعد التقرير السنوي، يعوضه الأكبر سنا في المجلس؛ كما أنه عضو في اللجنة الدستورية للانتخبات الرئاسية وعمليات الاستفتاء، وهو رئيس للجنة الطعون الانتخابية.

### العضوية
- اختصاص الأعضاء: قضاة-محامون-سياسيون-مختصون في القانون (اساتذة جامعيون)و يشترط أن يبلغوا 40 سنة أو أكثر.
  - مدة العضوية: 9 سنوات
- ويتمتعون بالحصانة القضائية وهي استقلالية عن السلطتين التنفيذية والتشريعية

## الرؤساء المتعاقبون للمجلس
- عبد العزيز بن ضياء (ديسمبر 1987 - نوفمبر 1990)
- صلاح الدين بالي (نوفمبر 1990 - أفريل 1992)
- زهير المظفر (أفريل 1992 - جانفي 1995)
- الهادي بالصادق (جانفي 1995 - نوفمبر 1999)
- فتحي عبد الناظر (نوفمبر 1999 - مارس 2011)

## وصلات خارجية
- مقال عن المجلس الدستوري في وكالة تونس إفريقيا للأنباء[وصلة مكسورة]